# Большое Василёво
Большое Василёво — деревня в Кимрском районе Тверской области. Входит в состав Ильинского сельского поселения.

## География
Находится в юго-восточной части Тверской области на расстоянии приблизительно 14 км на север-северо-запад по прямой от районного центра города Кимры в левобережной части района.

## История
Известна была с 1628 года как деревня с 4 дворами, владение старицы Ирины Милославской. В 1780-х годах 11 дворов. В 1859 году здесь (деревня Василево Корчевского уезда Тверской губернии) было учтено 8 дворов.

## Население
Численность населения: 59 человек (1859 год), 1 (марийцы 100 %) в 2002 году, 0 в 2010. Ныне имеет дачный характер.